# Vendelin Špendov
Vendelin Špendov, slovenski frančiškan, rimskokatoliški duhovnik, muzikolog, skladatelj, * 1. oktober 1921, Spodnja Dobrava (pri Radovljici), † 1. julij 2009, Lemont, Illinois. 

## Življenje in delo
V Kamniku je 1. septembra 1939 stopil v noviciat in naslednje leto, naredil začasne redovne zaobljube. Slovesne redovne zaobljube je opravil v Beljaku (1945). Iz bogoslovja je diplomiral 1947 na rimski univerzi Antonianum in bil posvečen v duhovnika 20. decembra 1947. Leta 1959 je diplomiral iz orgel in kompozicije na De Paul University v Chicagu. Cerkveno glasbo je nato študiral še v Rimu na Papeškem Institutu sv. Cecilija in na tej ustanovi tudi doktoriral (1971). Bil je nekaj let gvardijan v centralnem samostanu v Ljubljani. Ko se je vrnil v ZDA je ostal do smrti v Lemontu. Zadnja leta je bil težko bolan.
Od 1974 je deloval kot duhovnik med slovenskimi izseljenci v Lemontu in med drugim vodil pevski zbor Slovenska pesem. Zložil je več maš, kantat, cerkvenih pesmi in priredil ljudske pesmi. Objavil je tudi članke z glasbenega področja. .